# Dolina Środkowej Odry (Natura 2000)
Dolina Środkowej Odry (kod PLB080004) – obszar specjalnej ochrony ptaków o powierzchni 336,69 km² lub 33677,79 ha wchodzący w skład unijnej sieci Natura 2000, zlokalizowany na terenie województwa lubuskiego. położony w mezoregionie fizycznogeograficznym o tej samej nazwie, obejmującym szeroką na 5–10 km dolinę Odry. W przeciwieństwie jednak do niego, obszar rozciąga się na ok. 180-kilometrowym odcinku Odry (a więc wykracza poza ów 100-kilometrowej długości mezoregion od ujścia rzeki Obrzycy poza ujście Pliszki), od okolicy przysiółka Pękoszów po okolice wsi Nowy Lubusz (mniej więcej słupki kilometrażowe od 408 do 592 km).
Obszar obejmuje fragment doliny Odry od Nowej Soli do ujścia Nysy Łużyckiej wraz z rejonem ujścia Obrzycy do Odry. Znaczna część obszaru jest zalewana podczas wysokich stanów wody w Odrze. Zachowane są tutaj liczne starorzecza, występują duże kompleksy wilgotnych łąk, a także zarośla i lasy łęgowe. Wśród tych ostatnich najcenniejsze są fragmenty łęgów jesionowo-wiązowych (np. kompleks kolo Krępy) i łęgów wierzbowych Występuje co najmniej 18 gatunków ptaków z Załącznika I Dyrektywy Ptasiej, 2 gatunki z Polskiej Czerwonej Księgi (PCK). W okresie lęgowym obszar zasiedla co najmniej 1% populacji krajowej następujących gatunków ptaków: kania czarna (PCK), kania ruda (PCK), trzmielojad, świerszczak i remiz; w stosunkowo wysokim zagęszczeniu występuje derkacz i cyranka.
Średniej wielkości ostoja, obejmująca mniej więcej 170-kilometrowy odcinek doliny Odry. W obrębie doliny liczne starorzecza i fragmenty podmokłych łąk, a także zarośla i lasy łęgowe, w tym cenne fragmenty łęgów jesionowo-wiązowych i łęgów wierzbowych. Jedna z dziesięciu najważniejszych ostoi lęgowych kani rudej, kani czarnej i dzięcioła średniego.
Obszar chroni ogółem 54 gatunki ptaków z dyrektywy ptasiej.